# Усадьба Дубецких
Дворец-Усадьба Дубецких-Панкеевых («Волчье логово») — дворец-усадьба 1854 года в селе Васильевка Беляевского района Одесской области. Включает в себя дворец (сейчас в руинах) и прилегающий парк с фонтаном (заброшенные). Здесь вырос и проживал самый известный пациент З.Фрейда Сергей Панкеев.

## История
Усадьба была построена между 1830 и 1854 годами. По некоторым данным, здание дворца могло быть сооружено по проекту автора Потемкинской лестницы — одесского архитектора Франца Боффо. Разбивкой парка вокруг усадьбы руководил другой известный архитектор — Иван Даллаква. Усадьба построенная генерал-майором Василием Дубецким.
Существует версия, что свое имение Василий Дубецкий построил в виде уменьшенной копии Зимнего дворца, за что пал в немилость императора Николая I.
Усадьба состояла из трех двухэтажных корпусов, связанных между собой одноэтажными переходами. К дому примыкали различные хозяйственные пристройки, был большой сад, в котором росли 73 ореховых дерева, лес площадью 44 десятины, озеро, маленький пруд и фонтан.

## «Волчье логово»
После отмены крепостного права в 1862 году потомки Дубецкого продали усадьбу евреям Фишелю Бергмадскому и Янкелю Сверлику. С 1885 года она принадлежала каховскому купцу Константину Панкееву. Сын последнего, Сергей Панкеев, известный всему миру как «человек-волк», проходил лечение у Зигмунда Фрейда. За этот факт усадьба получила название «Волчье логово».
Сергей Панкеев так писал о дворце-усадьбе:
Наше имение было очень красивым: огромный, напоминающий замок, сельский дом, окруженный старым парком, который постепенно переходил в лес. Здесь был также пруд,  достаточно большой для того, чтобы называться озером. Сельская местность юга России, где я вырос, всегда обладала для меня особым очарованием.

## Упадок
С 1917 по 1920 год усадьбу занимало отделение милиции (НКВД). После 1920 года здесь проживали местные жители. Были размещены административные кабинеты, клуб и кинотеатр.
Акт за 1922 год, составленный при образовании в Васильевке совхоза, говорит: «фундамент — каменный; стены — каменные; крыша — железная; пол — деревянный; высота фундамента — 4 аршина (2.84 м); длина — 30 саженей (64 м); ширина — 10 саженей (21 м);высота стен — 5 саженей (10.65 м). Год возведения постройки — 1854. Состояние постройки — необходим кардинальный ремонт».
Лес вырубили ещё во время Гражданской войны. Сад постепенно пришел в упадок и исчез. Остатки фонтанов ещё было видно в 1990-х годах. Сейчас от всего этого великолепия осталось только озеро, несколько деревьев и остатки одного фонтана.
После 1991 года здание начало разрушаться. Местные жители вынимали оконные рамы, двери, разбивали стены на кирпич для собственных построек. В результате этого обрушилась крыша, межэтажные перекрытия; в начале 2000-х обрушилась и главная западная стена центрального корпуса. Сейчас здание может рухнуть полностью в любой момент.

## Восстановление
В 2007 году усадьба была продана за 1 млн.грн (125 тыс.долларов) ООО «Украинская Кабельная Компания» (г. Одесса) под обязательство реконструкции в прежнем виде до 2017 года. Однако, работы по восстановлению так и не были начаты.

## Отображение в культуре

#### В литературе
Усадьба описана в книге Сергея Панкеева «Воспоминания о моём детстве» (русск. изд., 1996).

#### В кинематографе
Здесь снимали несколько фильмов, среди которых:
- «Школа» (реж. М.Ильенко) 1981 год;

- «Я — сын трудового народа» (реж. В.Стрелков) 1983 год.[4]

#### В изобразительном искусстве
Усадьба изображена в нескольких картинах известного одесского художника Герасима Головкова.

## Галерея

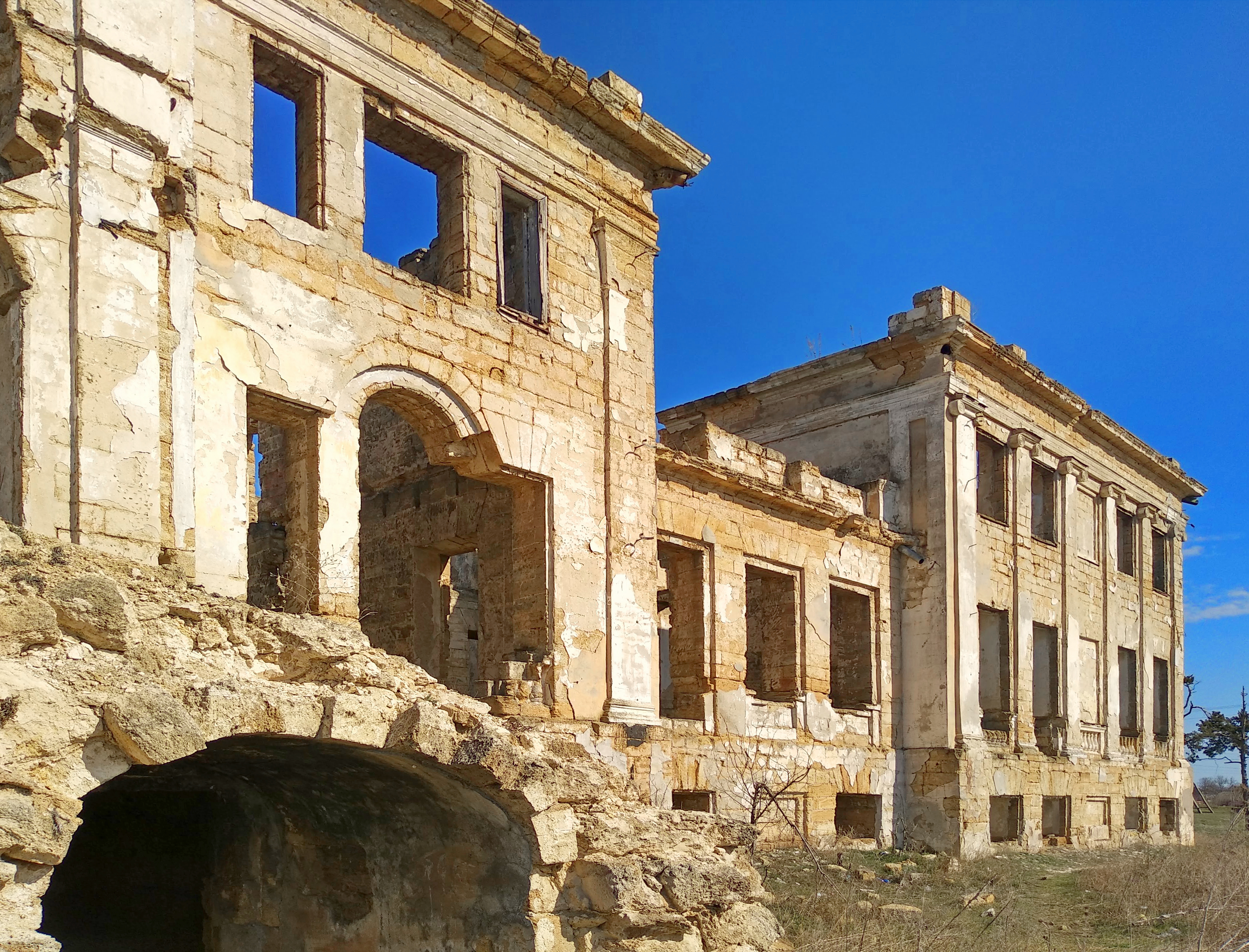
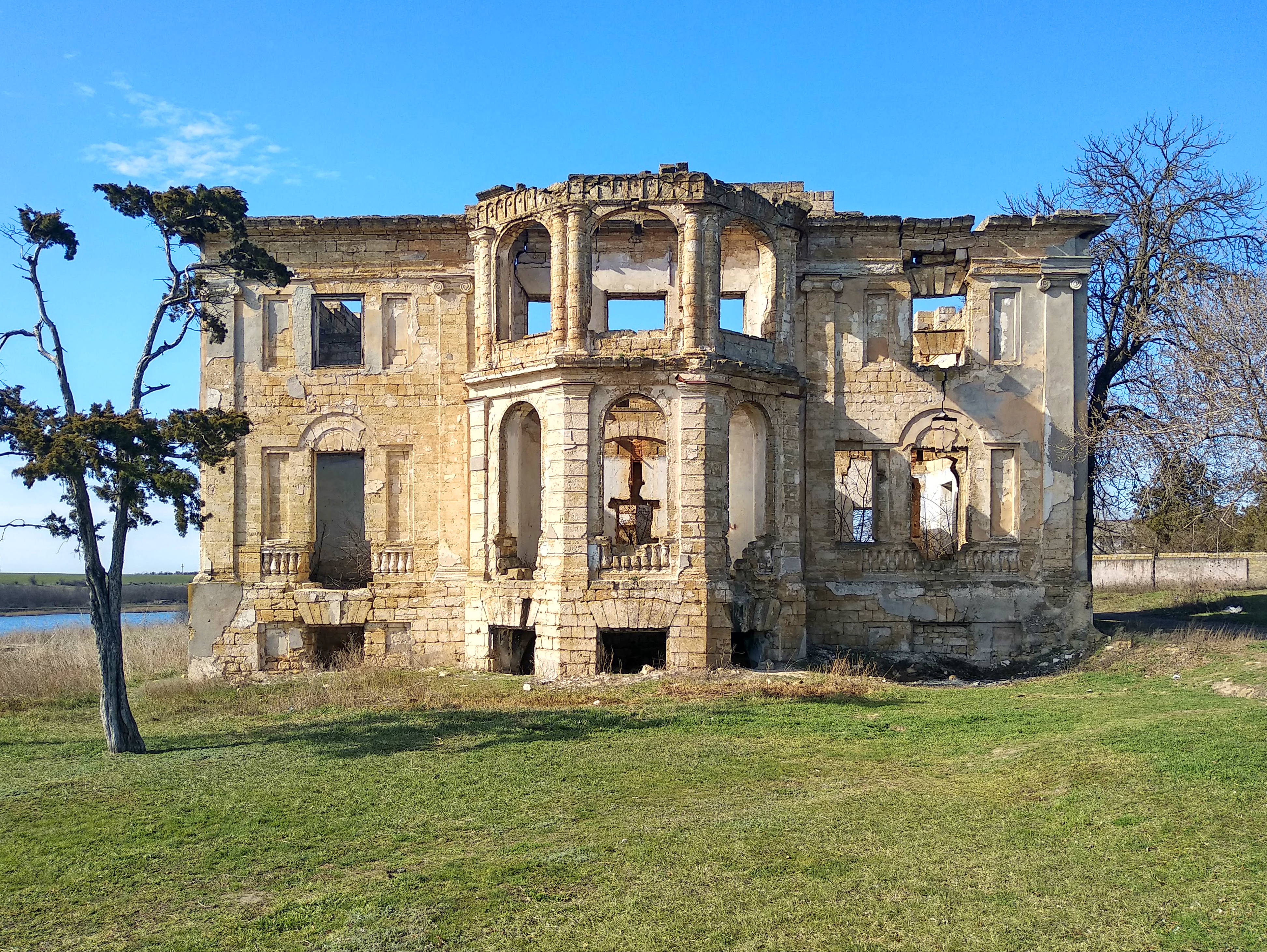
Дворец в 2019 году
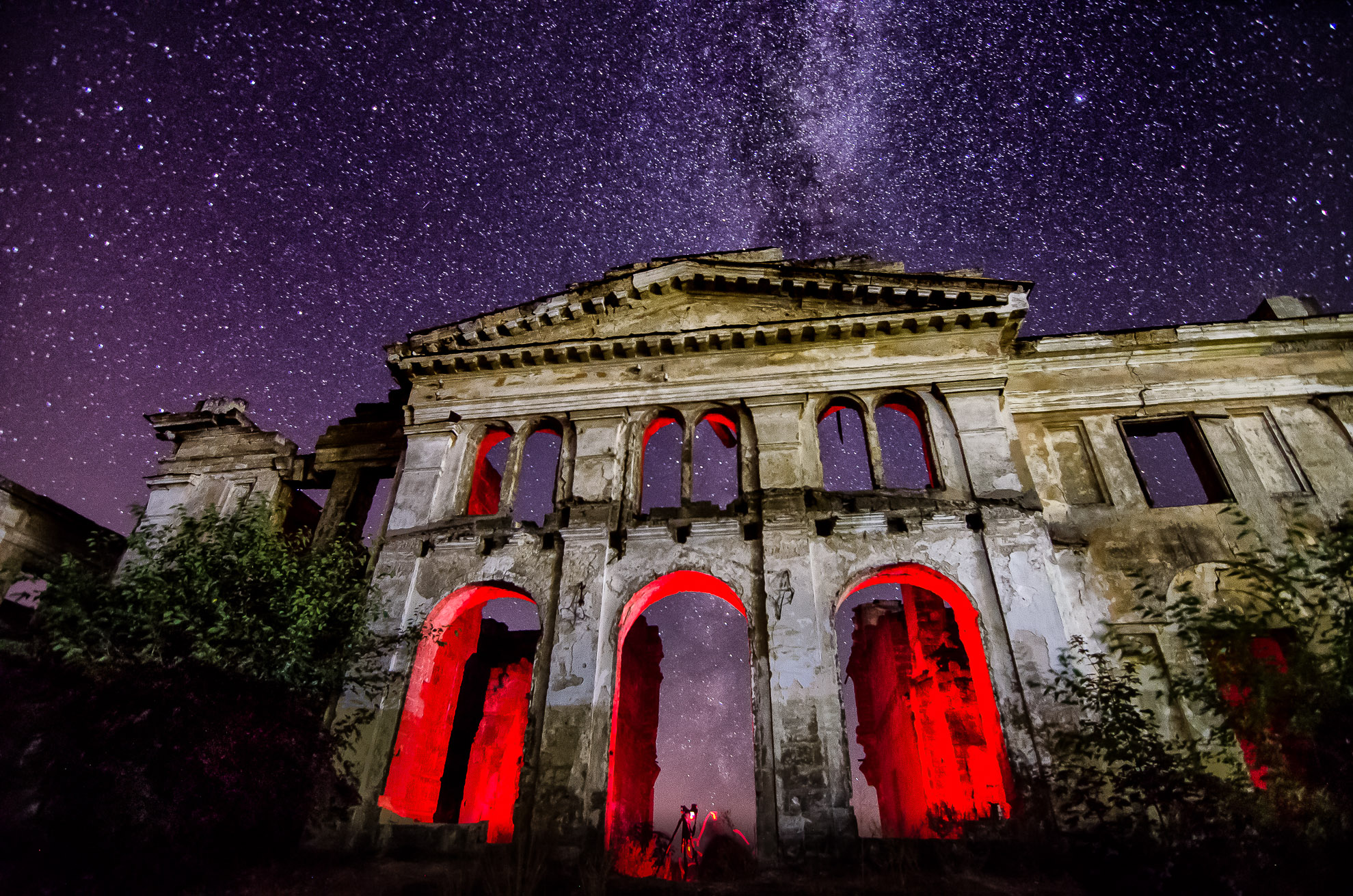
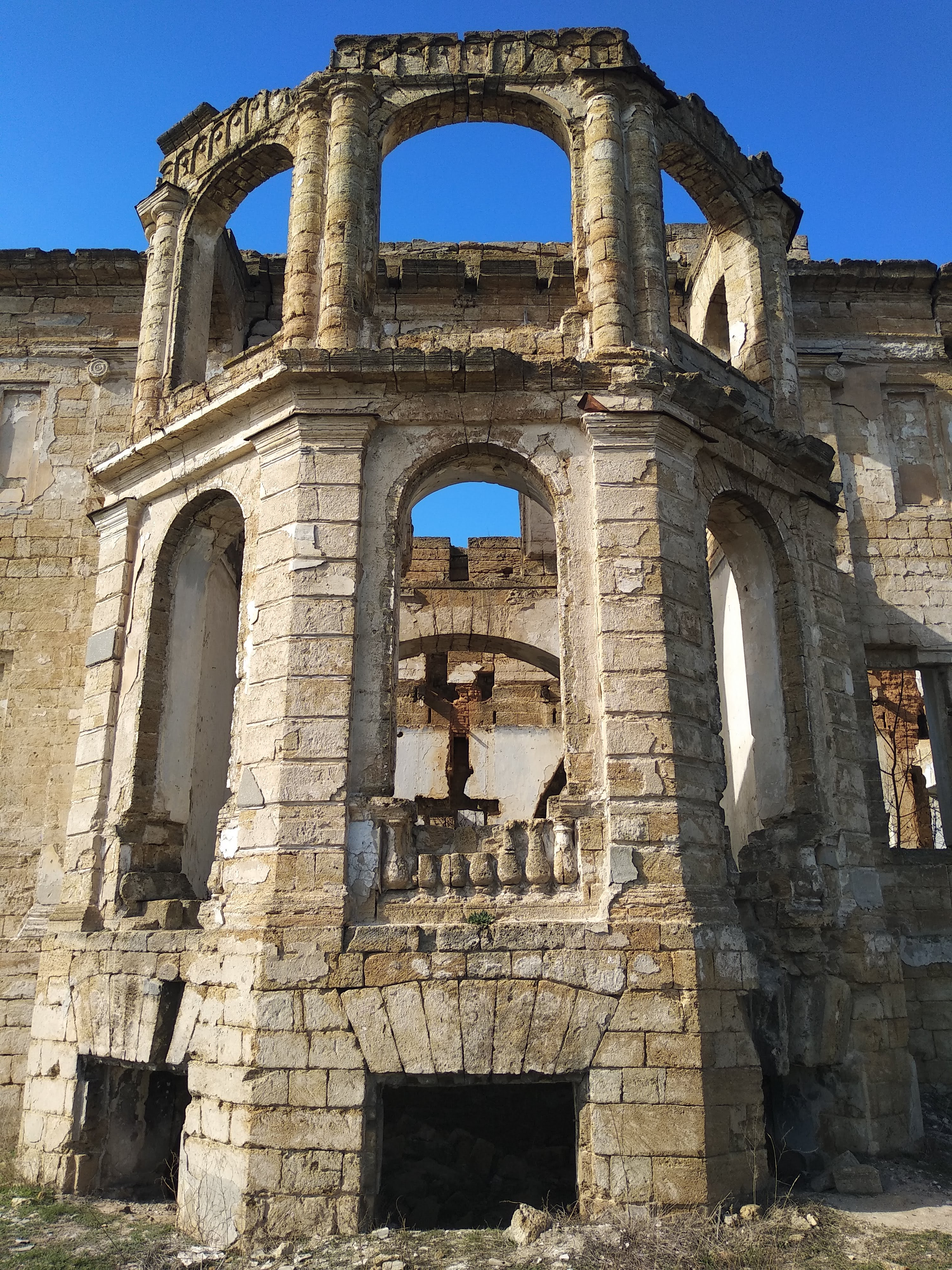
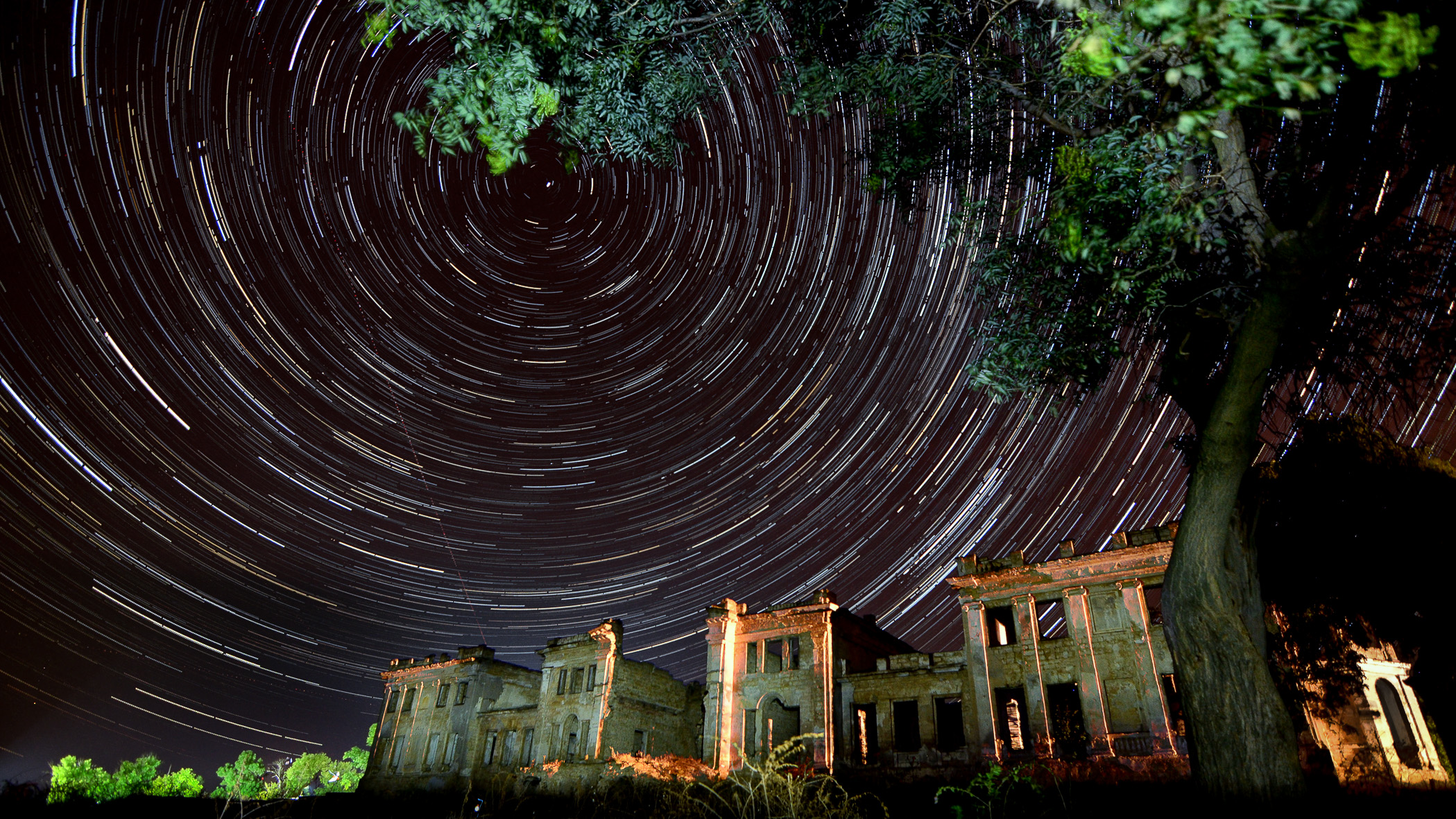
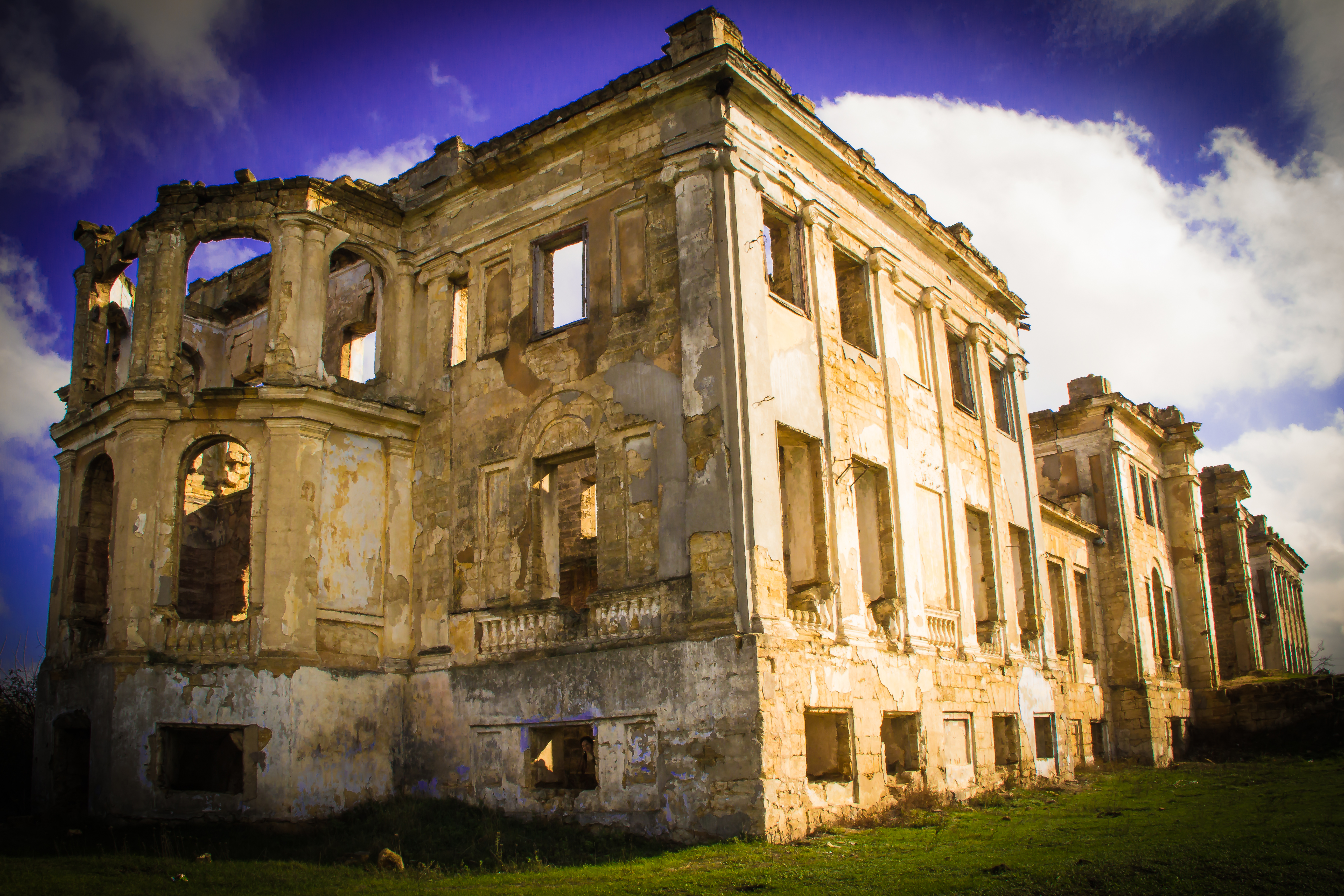
Дворец в 2012 году
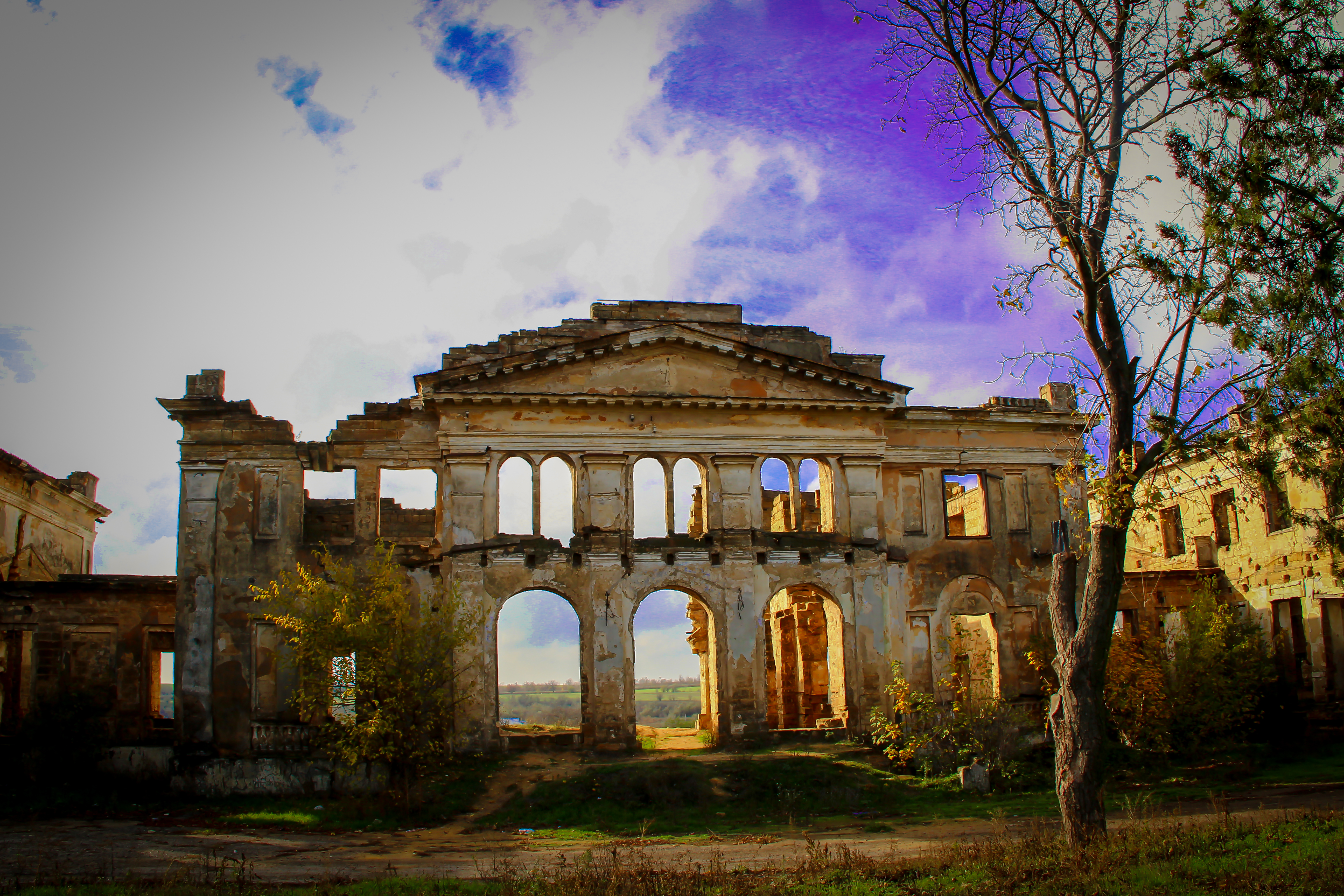
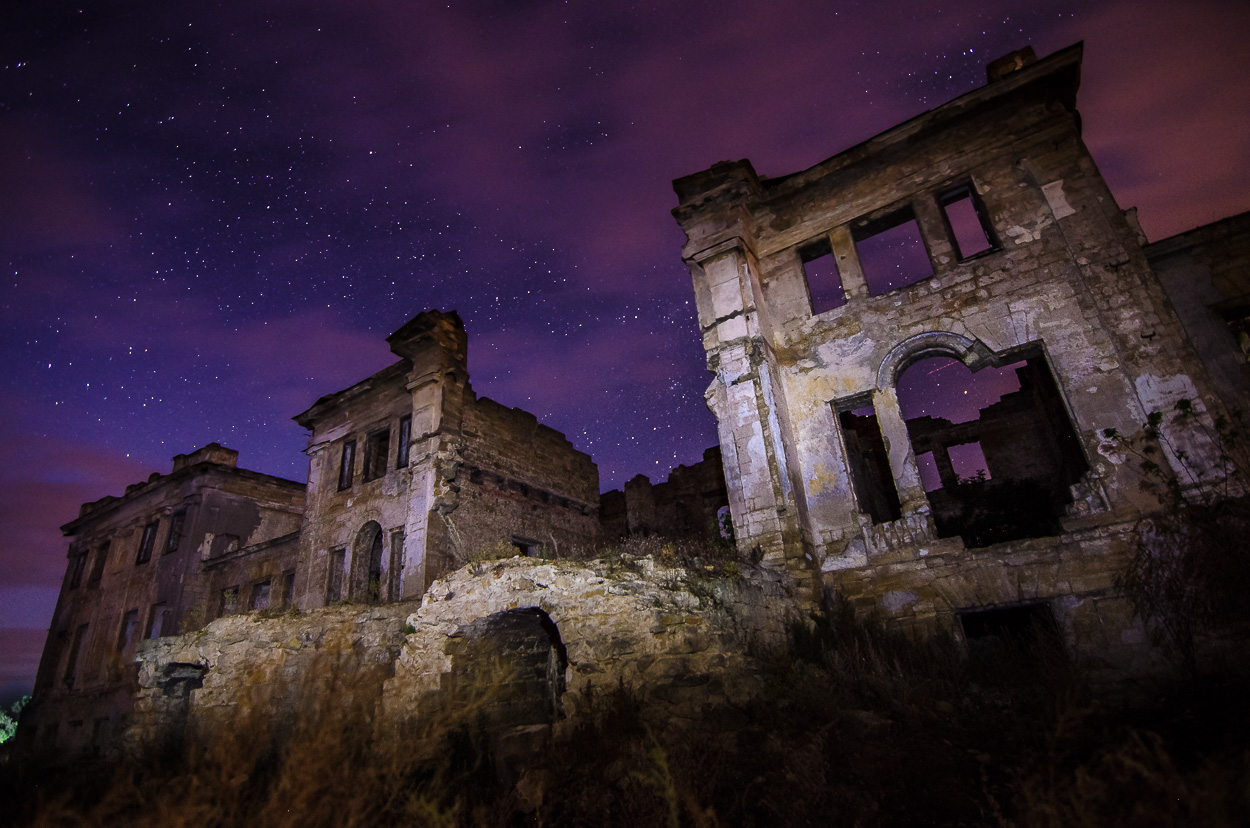
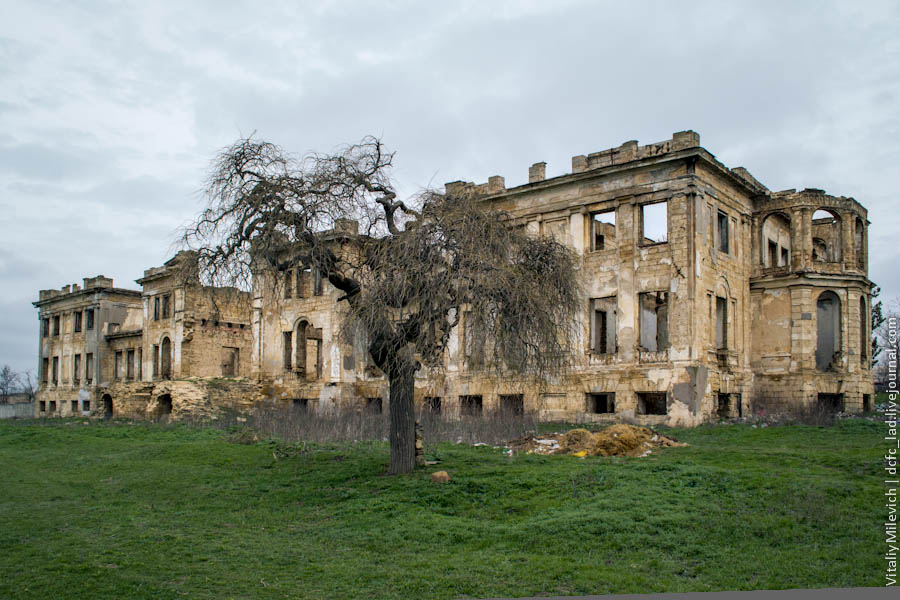
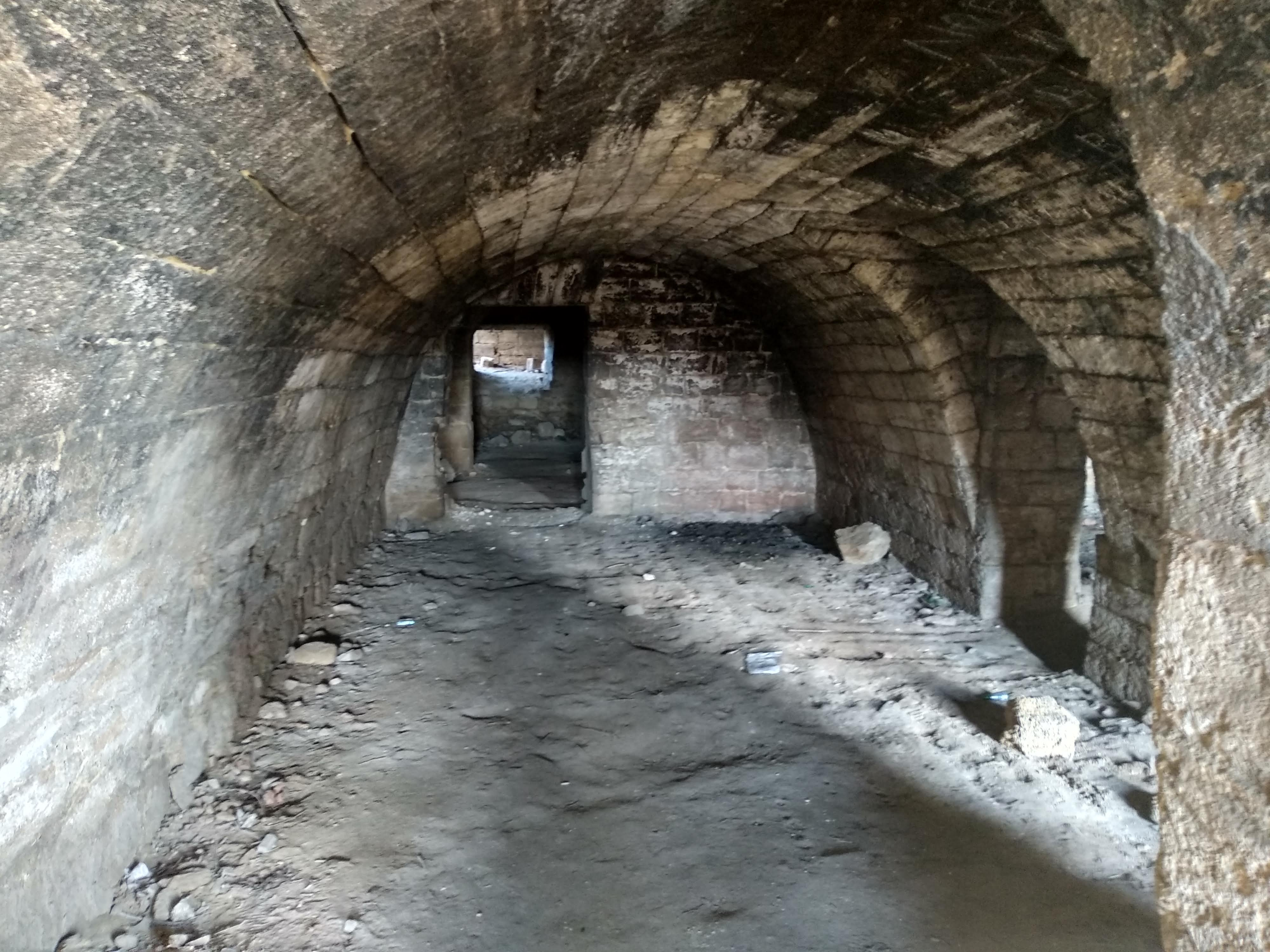